# Carmen Yazalde
Pour les articles homonymes, voir Yazalde.
« Britt Nichols » redirige ici. Pour les autres significations, voir Nichols.
Carmen Yazalde, de son vrai nom Marìa do Carmo da Resurreição de Deus, est un mannequin et une actrice portugaise née en 1950 à Guarda. Elle a mené, sous le pseudonyme Britt Nichols, une brève carrière d'actrice dans des films d'exploitation dirigés par Jess Franco avant de s'établir en Argentine avec son mari Héctor Yazalde.

## Biographie
Au début des années 1970, la jeune Marìa do Carmo se produit comme danseuse dans des revues de cabaret et pose pour des magazines dans des tenues aussi sexys que peut tolérer la dictature salazariste.
Avant d'adopter le pseudonyme de Britt Nichols, elle fait une première apparition au cinéma dans La Révolte des morts-vivants de Amando de Ossorio. À partir de 1971, elle tourne dans des films coproduits le plus souvent par les français Robert de Nesle ou Marius Lesœur dans lesquels s' entremêlent invariablement horreur et érotisme. C'est sous la houlette de Jess Franco que l'actrice portugaise gagne son statut d'étoile filante du cinéma bis européen. Le réalisateur espagnol en fait la vedette de ses films La Fille de Dracula, Les Démons et Christina chez les morts vivants. Autant d'occasions pour l'actrice de donner la réplique à Howard Vernon et de partager quelques scènes saphiques avec Anne Libert.
Sa filleule est Martina Stoessel[réf. souhaitée].
En 1973, elle abandonne le cinéma pour convoler avec l'international argentin de football Héctor Yazalde (1946-1997) qui fait alors les beaux-jours du Sporting de Lisbonne. Après un passage à l'Olympique de Marseille, celui-ci rentre en Argentine avec son épouse en 1977.
C'est donc ensuite sous le nom de Carmen Yazalde qu'elle mène en Amérique latine une carrière de mannequin. Dans les années 1980 « Carmizè » tourne pour des publicités télévisées. En 2004, elle anime sa propre émission Salud y belleza, prodiguant ses conseils en matière de beauté et de santé.
En 2012, elle défile pour des créateurs de mode et participe pour la deuxième fois au programme télévisée Caiga Quien Caiga.

## Filmographie
- 1972 : La Révolte des morts-vivants (La noche del terror ciego), de Amando de Ossorio : la jeune sacrifiée (non créditée)
- 1972 : Les Vierges et l'amour (Jungfrauen-Report), de Jesús Franco : une vierge
- 1972 : Dracula, prisonnier de Frankenstein (Drácula contra el Dr Frankenstein) de Jesús Franco : Lady Dracula
- 1972 : Quartier de femmes (Los amantes de la isla del diablo) de Jesús Franco : Maria
- 1972 : La Fille de Dracula, de Jesús Franco : Luisa Karlstein
- 1972 : Les Démons (Les Démons du sexe), de Jesús Franco : Margaret
- 1973 : Une vierge chez les morts-vivants (Une virgen en casa de los muertos vivientes) de Jesús Franco : Carmencé
- 1973 : Les Expériences érotiques de Frankenstein (La maldición de Frankenstein) de Jesús Franco : Madame Orloff (comme Britt Nichols)
- 1974 : Los mil ojos del asesino, de Juan Bosch :
- 1984 : Los reyes del sablazo, de Enrique Carreras : mannequin du défilé (comme Carmen Yazalde)